# Serpiente del sueño
Serpiente del sueño (título original Dreamsnake) es una novela de ciencia ficción de la escritora norteamericana Vonda N. McIntyre publicada en 1978. La novela ganó varios de los premios más importantes de la ciencia ficción norteamericana, los premios Nébula de 1978 y Hugo y Locus de 1979.
La novela sigue a una curadora en su búsqueda para reemplazar su "serpiente del sueño", una pequeña serpiente cuyo veneno es capaz de inducir sopor y alucinaciones en humanos, semejantes a aquellos producidos por fármacos como LSD o la heroína.
Según la autora, el mundo es la Tierra , pero en un futuro postapocalíptico, científicamente y socialmente muy diferente de la Tierra moderna. Una guerra nuclear ha dejado vastas franjas del planeta demasiado radioactivas para soportar la vida humana, la biotecnología está mucho más adelantada que en hoy en día, la manipulación genética de plantas y animales es rutinaria.
La novela está originalmente basada en el relato De niebla, hierba y arena (Of Mist, and Grass, and Sand), por el cual McIntyre ganó su primer Premio Nébula en 1973.

## Argumento
La novela cuenta la historia de Serpiente, una curadora, que realiza sus curaciones mediante serpientes. Tras perder una de las serpientes llamada Silencio, una "serpiente del sueño", inicia un viaje para conseguir encontrar una nueva serpiente que la reemplace.

## Premios
Serpiente del sueño ganó múltiples premios incluyendo el premio Nébula de 1978 y los premios Hugo y Locus de 1979 a la mejor novela.

## Ediciones en español
La novela fue traducida por Rafael Marín Trechera y publicada en España por Ediciones B en su colección Nova en marzo de 1989.